# Серго Чантурія
Серго Чантурія (рос. Серго Чантурия, нар. 1956 році в м. Батумі, Грузія, помер 6 червня 2025) — гітарист, музикант, композитор, педагог. Помер від анафілактичного шоку внаслідок укусу оси.

## Життєпис
Серго народився в 1956 році в Грузії, в місті Батумі. В 1959 році переїхав з матір'ю до Києва, де проживає по цей час. «Я киянин, народжений в Грузії» — каже сам Серго. З раннього дитинства Серго мріяв стати музикантом. Напевно, це передалось йому від матері, яка була професійною співачкою. В музичній школі Серго вчився по класу скрипки, а навчатися гри на гітарі почав в 13 років.
Пізніше Серго декілька років присвятив себе професії моряка і неодноразово бував на Заході. Серго витрачав усі зароблені гроші на платівки та музичні журнали.

## Факти
- в 1987 році отримав першу премію рок-фестивалю в Ташкенте
- перший приз на «Інтершансе» - 1988 р., гран-прі від «A&M Records»
- був початковим гостем на «Рок ревю» в Москві в 1985-му
- в 1987 році брав участь в Рок-панорамі в Москві
- організував і випустив генеральним продюсером міжнародного фестивалю «Інтершанс» в Києві
- в 1992 році був головою журі на рок-фестивалі «Тарас Бульба»
- був запрошений в якості проект-менеджера фестивалю «Рок Київ», який проходив за участю таких світових зірок, як Coolio, Smookie, Sweet і мн. др., а хедлайнерами были мега-монстры - група «Metallica»
- ввійшов в п`ятірку кращих ґітаристів колишнього СРСР
- автор багатьох радіо- і телепроектів, один з яких – заслужив популярність «Планета Рок-н-ролл»
- став першим ґітаристом СРСР, про який написав «Metallhammer»
- на даний момент є ендорсером фірми «Ibanez» в Україні 

## Дискографія
- «Не могу молчать» (1988)
- «Я и мои друзья» (2005)